# Tibble
Tibble is een plaats in de gemeente Uppsala in het landschap Uppland en de provincie Uppsala län in Zweden. De plaats heeft 135 inwoners (2005) en een oppervlakte van 33 hectare.